# Angelo Cesaris
Angelo Cesaris, nato Angelo Giovanni De Cesaris (Casalpusterlengo, 30 ottobre 1749 – Milano, 18 aprile 1832), è stato un gesuita e astronomo italiano.
Fu direttore per sessant'anni dell'Osservatorio astronomico di Brera e curò molte pubblicazioni, tra cui le Ephemerides Astronomicae, un'ampia raccolta di dati sulle osservazioni celesti.

## Biografia
Nato a Casalpusterlengo (Milano) da famiglia di agiata borghesia, studiò presso le scuole dei Gesuiti di Brera e nel 1764 entrò nella Compagnia di Gesù, dedicandosi in particolare allo studio delle scienze esatte. Allievo del Boscovich, nei primi anni della sua permanenza a Milano rimase con lui sempre in ottimi rapporti. Nel 1770 entrò a far parte dell'organico del nascente osservatorio di Brera in qualità di coadiutore, insieme al confratello Francesco Reggio, di Luigi Lagrange e di Boscovich e rimase in carica anche dopo la soppressione della Compagnia di Gesù. Cesaris si dedicò principalmente all'astronomia osservativa, svolgendo per decenni un'attività molto apprezzata. Nel 1774 cominciò la redazione delle Effemeridi astronomiche collocate per il meridiano di Milano, che proseguì poi quasi da solo per ventotto anni. Scrisse anche una biografia di Francesco Reggio (1806) e un saggio Sopra le scienze e gli stabilimenti scientifici della Lombardia (Milano, 1824).
Nel 1776 Lagrange ritornò in Francia, e la direzione dell'Osservatorio passò al Cesaris e al Reggio; nello stesso anno venne nominato astronomo Barnaba Oriani, che raggiungerà la celebrità per i suoi studi su Urano. Con il Reggio, Cesaris curò l'installazione di una meridiana nel Duomo di Milano e le triangolazioni fondamentali per la carta topografica della Lombardia. Collaborò anche al catalogo stellare di Antonio Cagnoli (Modena, 1807). Per i suoi meriti scientifici Cesaris fu decorato dell'Ordine della Corona ferrea, e nominato membro dell'Istituto di scienze, lettere ed arti del Regno d'Italia. Morì a Milano, nel palazzo di Brera, il 18 aprile 1832. Fu sepolto al cimitero di Porta Comasina. A lui è intitolato l'Istituto d'Istruzione Superiore "Angelo Cesaris" di Casalpusterlengo in provincia di Lodi.

## Pubblicazioni di carattere astronomico
- Le osservazioni sull'altezza mondiale del sole fatte per un triennio al sestante di Cannivet e per quattro lustri al quadrante murale di Ramsdem
- Sullo sparimento dell'anello di Saturno nel 1789
- Degli eclissi solari del 1787-88
- Sull'occultamento dei Satelliti di Giove
- Osservazioni sulla cometa scoperta nel 1786 da Carolina Herschell
- De aedificio et machinis Speculae Astronomicae Mediolanensis, Commentarius
- De telescopio herschelliano et de praecipuis thelescopiorum elementis
- De quadrante murali quem construxit Ramsdem Londini
- De linea meridiana descripta in templo maximo Mediolanensi a 1786, Commentarius
- De montibus Vulcanis Lunae, Commentarius